# Žarko Đurović
Žarko Đurović (Belgrado, Serbia, 1 de agosto de 1961) es un futbolista serbio. Jugó de volante y su último equipo fue el AC Bellinzona de Suiza, actualmente es el técnico del MFK Kosice de Eslovaquia.

## Clubes
| Club                      | País       | Año       |
| ------------------------- | ---------- | --------- |
| Estrella Roja de Belgrado | Serbia     | 1981-1984 |
| FK Sutjeska Nikšić        | Montenegro | 1984-1985 |
| Estrella Roja de Belgrado | Serbia     | 1985-1989 |
| AC Bellinzona             | Suiza      | 1989-1991 |